# Rap (muziekstijl)

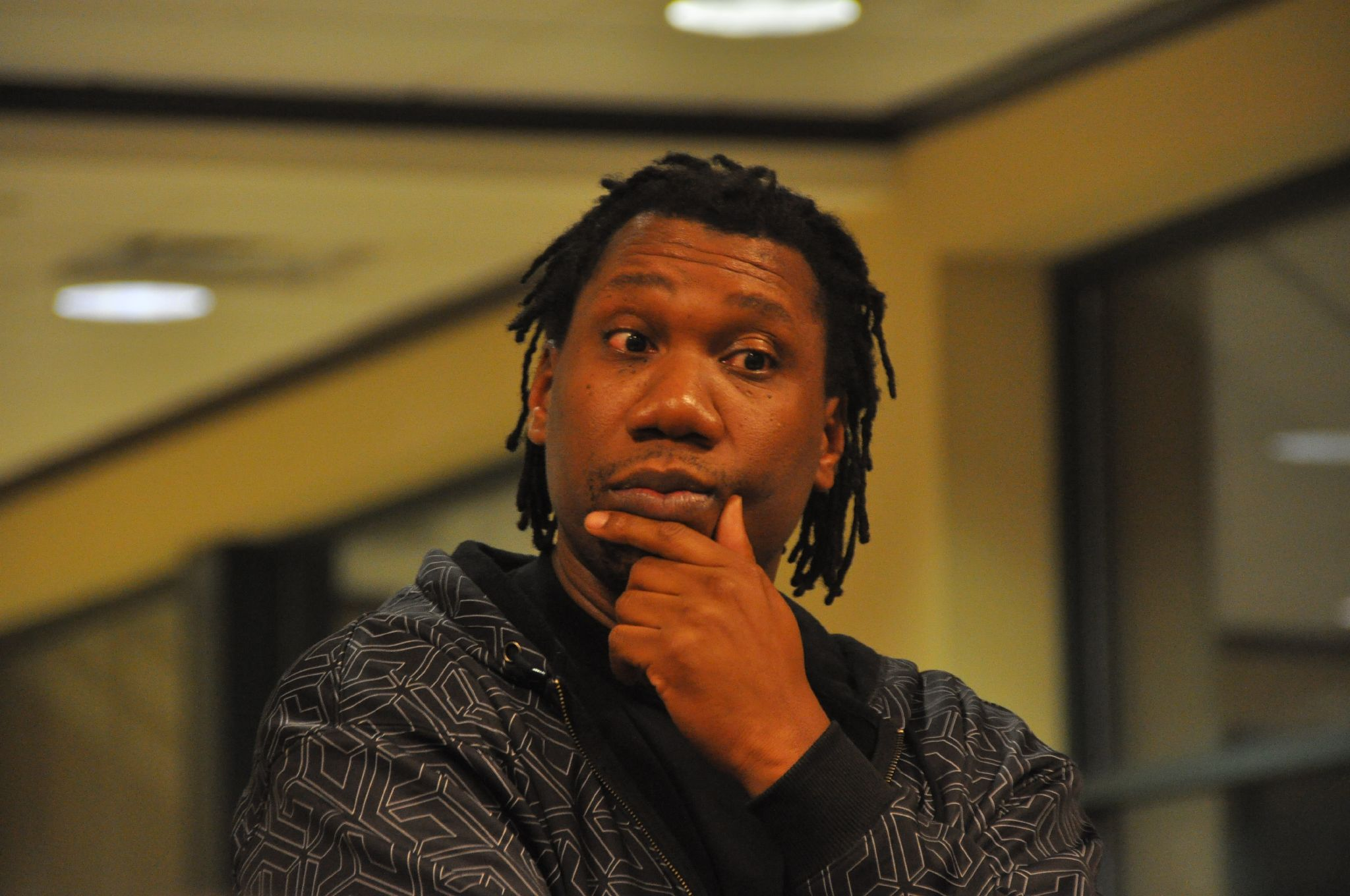
KRS-One is een pionier in de hiphopcultuur en had grote invloed op rap. Vanaf de jaren 1980 is de MC uit New York bezig met hiphop. Zijn bijnaam The Blastmaster verdiende hij vanwege zijn reputatie om battles met andere MC's in zijn voordeel te beslechten

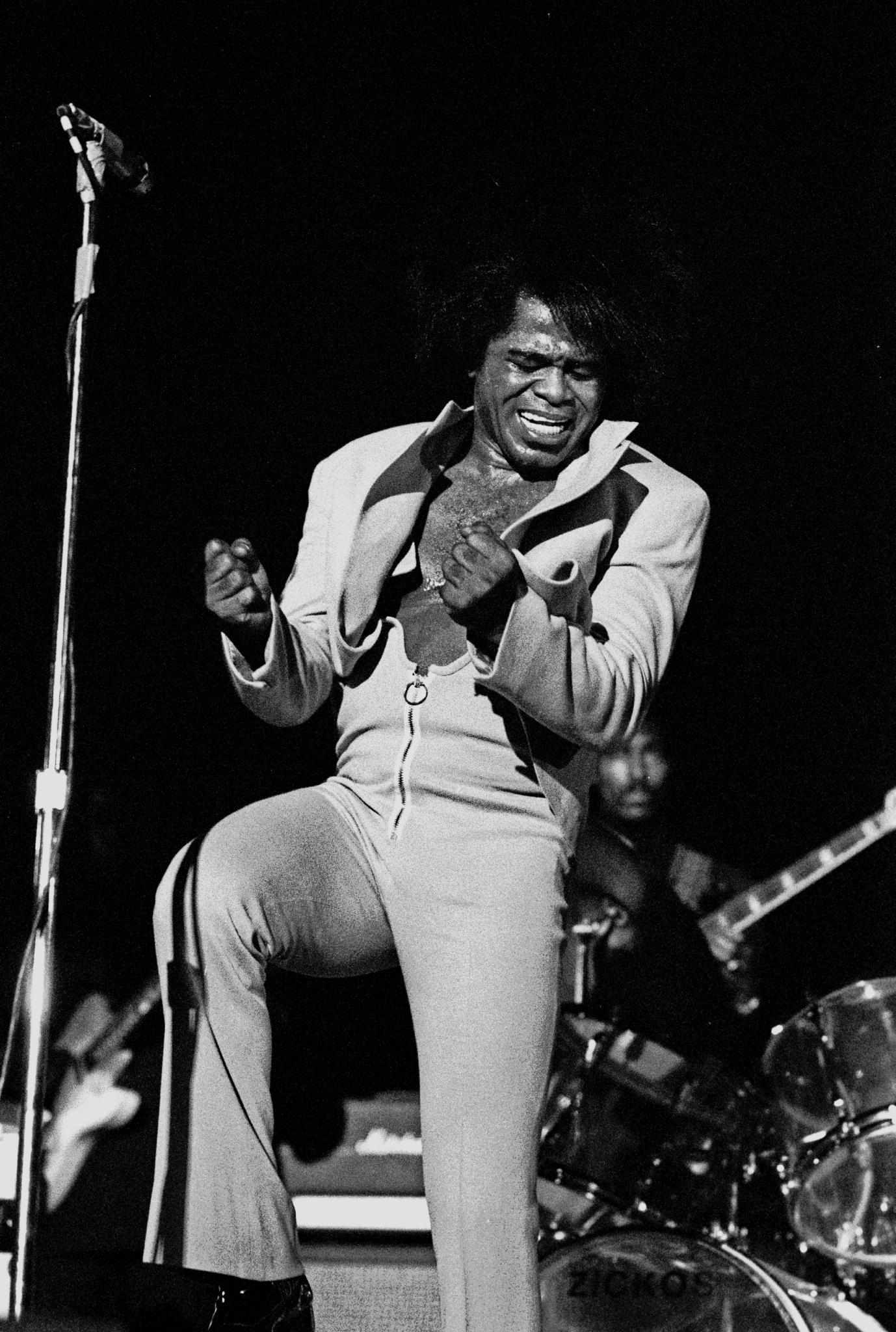
James Brown was een belangrijke factor bij de vorming van funkmuziek in de jaren 1960. De karakteristieke drumbeat is het meestvoorkomende ritme dat wordt gebruikt voor rapmuziek

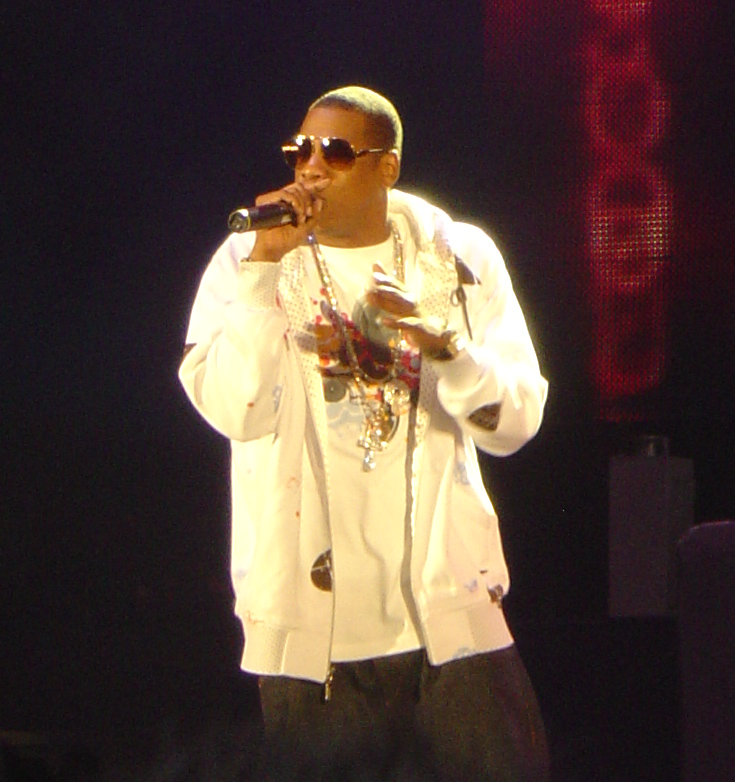
Jay-Z is een van de succesvolste rappers van Amerika, met een nettowaarde van $1 miljard in 2019. Wereldwijd verkocht hij ongeveer 50 miljoen albums en won 22 Grammy Awards voor zijn muzikale werk

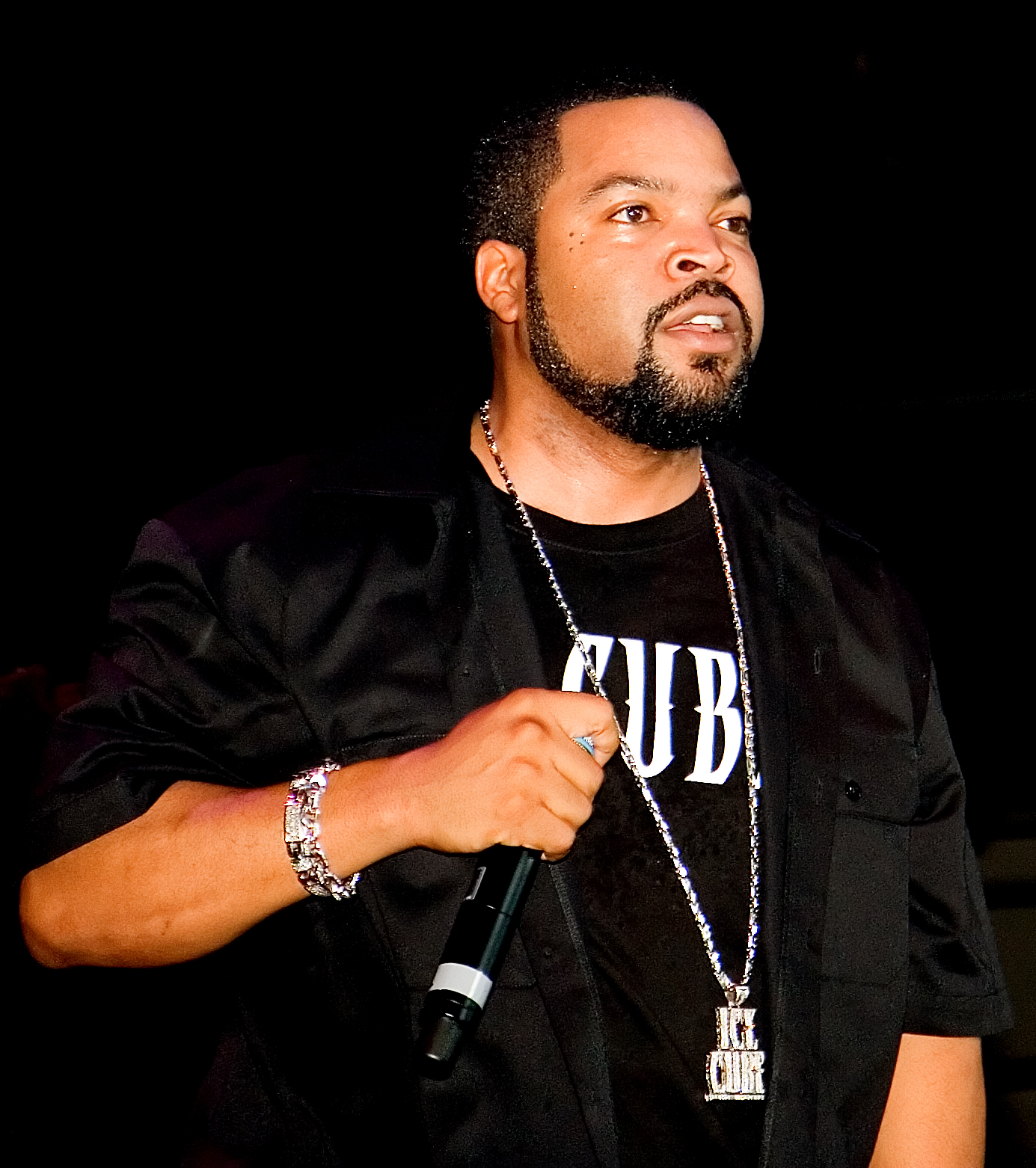
Ice Cube wordt vanwege zijn controversiële teksten gezien als een grote gangstarapper

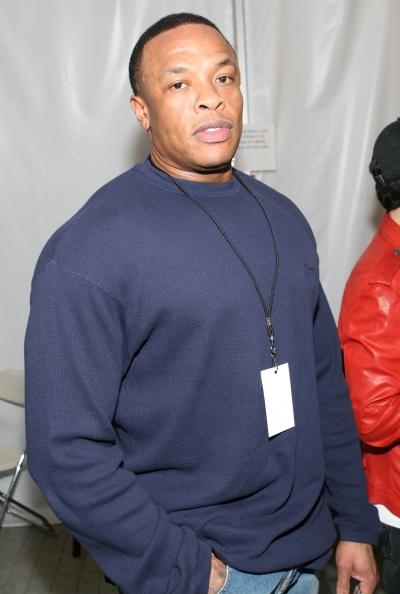
Dr. Dre hielp de carrière van veel invloedrijke rappers op gang, waaronder Snoop Dogg, Eminem en 50 Cent. Als muziekproducent wordt hij gezien als een sleutelfiguur in de popularisering van de West Coast G-funk

Rap, ook wel emceeing, MC-ing, spitting of simpelweg rijmen, is het op een ritmische wijze zingen van een (rijmende) tekst. Rappen verschilt van spoken word doordat het wordt uitgevoerd tijdens een beat. Een rapper wordt ook wel master of ceremonies (MC) genoemd.
Rap is een van de hoofdelementen van de hiphop- en reggaecultuur, maar het verschijnsel op zich was al eeuwen bekend. De muziekstijl komt ook voor in alternatieve rock, zoals in nummers van Cake en de Red Hot Chili Peppers.
Rap kan worden uitgevoerd met of zonder begeleiding. Stilistisch voor de stijl is een balans tussen spraak, proza, poëzie en zang. Het gebruik van het woord om snelspraak te beschrijven, dateert al van voor het ontstaan van het genre en betekent oorspronkelijk slaan Het woord werd gebruikt in het Brits-Engels (zeggen) sinds de 16e eeuw en vervormde snel van betekenis naarmate de opkomst van het Afro-Amerikaans-Engels (praten), vanaf 1960. Vandaag de dag zijn de termen rap en rappen zo nauw verbonden met hiphopmuziek, dat veel termen door elkaar worden gebruikt.

## Geschiedenis
Rap betekent in etymologische zin "snel lezen" of "snel gesproken". De term is een afkorting van het Engelse repartee (gevatheid).

### Ontstaan
De muziekstijl van de Amerikaanse groep The Jubalaires wordt gezien als voorloper van de rapmuziek. Begin jaren tachtig ontstaat in de New Yorkse wijk The Bronx langzaamaan de muziekstijl rap. Vaak is er sprake van een DJ die met behulp van twee platenspelers stukjes muziek van platen draait en die uitgekiend samenvoegt tot een nieuwe compositie. Een zogenaamde master of ceremonies (de MC) houdt daarbij het publiek bezig door erbij te rappen. Het is hier dat de praatgezongen zangstijl voor het eerst rap wordt genoemd.
Met de komst van de Afrikaanse slaven naar de Verenigde Staten kwam ook de muziek van de slaven mee naar Amerika. Tijdens het werken van de slaven op de plantages begeleidden zij zichzelf vaak met zang. Toen de slavernij werd afgeschaft konden de voormalige slaven zich “vrijer” bewegen, maar er was alsnog steeds sprake van discriminatie: Afro-Amerikanen werden nog erg onderdrukt in hun bestaan. Het werd hen bijvoorbeeld nog steeds verboden om van openbare gelegenheden gebruik te maken en een aantal beroepen mochten ze niet uitvoeren, wat betekende dat zij overwegend slecht betaald werk verrichten. Ook na de afschaffing van de slavernij verkeerde Afro-Amerikanen nog steeds in armoedige omstandigheden. Een oplossing voor deze armoede was voor sommigen het op straat vertonen van hun kunsten. Muziek was voor Afro-Amerikanen een uitgesproken manier om zich te uiten.

### Onderscheidend van hiphop
Rap is een bepaalde zangstijl, die vooral wordt toegepast in de hiphop. Zo vaak zelfs dat velen hiphop aan rap gelijkstellen. Rap is echter een manier van spreken met ritmische intonatie die veel ouder is dan hiphop zelf. Het rappen is al terug te vinden bij de griots, de Afrikaanse versie van de middeleeuwse troubadour – verhalenverteller en straatmuzikant. Rap is vooral een verschijnsel binnen de zwarte muziek.

## Stijlen
In Nederland en Vlaanderen worden voornamelijk de volgende stijlen verwerkt in rapnummers.
- Urban, een rapstijl die zich vasthoudt aan de basis van hiphop (de zogenaamde hiphop-roots). De teksten zijn maatschappijkritisch en creëren een beeld van de straatcultuur. Deze stijl wordt vooral aangetroffen in de achterstandswijken van met name de Randstad (Amsterdam, Rotterdam, Amersfoort, Den Haag en Utrecht).
- Een tweede stijl is de kurversrap. In deze muziekstijl wordt de nadruk niet zozeer gelegd op de boodschap van de tekst als op de woorden zelf, vaak met een laconieke benadering. De rapper baseert zich vooral op dubbelzinnige teksten en opvallende woordcombinaties, die vaak in punchlines verwerkt worden. In Vlaanderen wordt vooral deze stijl gebruikt.
- Grime maakt zich kenbaar door schokkende teksten op een duistere beat. De rapper baseert zich op pure emoties en gebruikt diepe metaforen om het gewenste, slechte (maar aantrekkelijke) beeld te creëren. De structuur is vaak los en rauw. Deze stijl begint langzamerhand te groeien in Nederland.
- G-funk ontstond voor het grootste gedeelte door oude funknummers trager af te spelen. De muziek bevat meerdere synthesizerpartijen, en kenmerkend voor het genre zijn voorts de trage, hypnotiserende drums, een zware bas, vrouwelijke achtergrondvocalen, talkboxvocalen, samples uit oude p-funknummers en een hoge tussen de tonen glijdende keyboardmelodie.
- Freestyle-rap, op spontane wijze 'uitspugen' van raps. Strikt genomen zijn dit nieuwe teksten, die de rapper terplekke verzint en die over elk willekeurig onderwerp kunnen gaan. Vaak zal een rapper ook een rhyme echter ook een freestyle noemen, terwijl hij deze al eerder geschreven had, maar die voor het eerst wil proberen met publiek erbij. Wanneer rappers elkaar proberen af te troeven met hun rapteksten, spreekt men van vocale gevechten, ook bekend als MC-Battles.
- Gospel rap, vorm van hiphopmuziek waarin christelijke thema's worden gebruikt om het geloof tot uitdrukking te brengen en om het geloof over te brengen.
- Screwed and chopped, een muziekstijl waarbij voornamelijk hiphopliedjes vertraagd worden afgespeeld (screw) en worden bewerkt met verschillende draaitafel technieken waaronder het overslaan en herhalen van beats (chop). Het werd als eerste gebruikt in de jaren negentig in Houston, Texas door de hiphop-legende DJ Screw.
- Hardcore rap, stroming binnen de hiphop die zich kenmerkt door harde, compromisloze teksten en zware beats. Door het compromisloze karakter en het vaak grove taalgebruik wordt hardcore rap, zeker in de dagprogrammering, meestal geweerd door de grotere, commerciële radio- en televisiezenders.
- Horrorcore, subgenre van horrorpunk.
- Miami bass, type hiphop dat populair was in de jaren tachtig en negentig, bekend door het gebruik van de aangehouden Roland TR-808-kick drum, iets hoger dancetempo, en vaak seksueel expliciete teksten.
- Mumble rap, een genre wat vooral aan het begin van de jaren 2010 populair is geworden onder jongeren. De stijl kenmerkt zich door zware beats en het gebruik van Auto-Tune voor de stem van de rapper.
- Drill, een genre dat wordt gekenmerkt door agressieve teksten en een snel tempo, kwam in het bijzonder in opspraak doordat het in verband werd gebracht met daadwerkelijk geweld.[15]

## Invloeden in Europa
Rap is ontwikkeld in de Verenigde Staten. Gezien de gemeenschappelijk taal ligt de doorbraak in het Verenigd Koninkrijk het meest voor de hand. Stereo MC's, The Brotherhood, Blade, Mark B en Tricky waren in de jaren negentig de voornaamste artiesten in de Britse rapcultuur, terwijl de laatste jaren vooral rond Big Dada, een sublabel van Ninja Tune, een sterke lichting ontstond, met artiesten als New Flesh For Old, Gamma, Ty en Roots Manuva.
Op het Europese vasteland is voornamelijk Frankrijk geïnteresseerd in de stroming. MC Solaar behoort tot de top, evenals Soon E MC en Alliance Ethnik. Ondertussen heerst er in Frankrijk een strijd tussen de hardcore-hiphopgroep van het noordelijke Parijs en het zuidelijke Marseille: Suprême NTM en Assassin enerzijds en het IAM-collectief en Fonky Family anderzijds. De eigenheid van Franse rap wordt onderstreept door het typerende rappen, wat met geen enkel land vergelijkbaar is.
In de Benelux was dat veelal niet het geval: Nederlandse en Belgische rappers traden soms in het Engels op. Zo kwam Engelstalige rap uit België in het begin van de jaren negentig van de hand van Rhyme Cut Core en Krewcial. In Nederland vond rap al in de tweede helft van de jaren tachtig een voedingsbodem, met onder anderen Born Free MC, All Star Fresh, Extince en DAMN. In de jaren negentig volgde artiesten als DJ Dcs, E-Life, Postmen, Sonny D en Cilvaringz. Deze laatstgenoemde rapper zei het volgende: "Niet alleen kan ik me in het Engels beter uiten, zo kan ik mijn woorden ook bij een breder publiek brengen en makkelijker met andere mensen samenwerken". Deze uitspraak werd onderstreept na een succesvolle samenwerking met de Wu-Tang Clan.

### Nederhop
Toch is er een typerende groep van Nederlandse rappers. In Nederland brak de rap midden jaren tachtig door in de hitlijsten met Amerikaanse bands als Rock Steady Crew en Run-D.M.C. Het Nederlandse duo MC Miker G & DJ Sven had in 1986 een hit met de Holiday Rap. In datzelfde jaar bracht de Utrechtse band De Neus de eerste Nederlandstalige rap uit, Tien Tegen Een Dat Hij Jansen Heet. Osdorp Posse was in Nederland de eerste nederhop-groep en had in 2000 een hit met 'Origineel Amsterdams'. Vanaf de late jaren negentig nam dergelijke nederhop een vlucht met onder anderen Extince, Spookrijders, Def Rhymz, Brainpower en Raymzter. Platenlabels als Djax en Top Notch hadden een grote invloed op de cultuur. Brainpower had een hit met Dansplaat.
Rond het begin van de eenentwintigste eeuw was het Nederlandse rapcircuit uitgebreid. Hieronder een kort overzicht van een aantal toonaangevende Nederlandstalige rappers.
| - Ali B - Ares - Brainpower - De Jeugd van Tegenwoordig - Dio - Donnie - Extince - Flinke Namen - Fresku - Hef - Jiggy Djé - Keizer - Kempi - Kraantje Pappie | - Lange Frans - Lil' Kleine - Mr. Polska - Opgezwolle - Osdorp Posse - Pete Philly - Raymzter - Ronnie Flex - Sef - The Opposites - Typhoon - Winne - Yes-R - Zwart Licht |

Ook Vlaanderen heeft een aantal Nederlandstalige groepen, die door de pers tot frithop werden gedoopt. In 1980 waren De Gantwerp Rappers de eerste Vlaamse rapgroep, jaren alvorens in Nederland het nederhopgenre tot bloei kwam. Ook Urbanus had in 1984 een raphit met De Scratchin' Zwaantjes. Gezien deze nummers louter als grap bedoeld waren, verdwenen deze rapliedjes even snel als ze verschenen. Jarenlang bleven in Vlaanderen uitsluitend buitenlandse rappers populair. Eind jaren negentig sloeg 't Hof van Commerce aan door het gebruik van West-Vlaams. Zinnen als 'Zè ne keer hoe loat 't est; 't goat oe gene zak an' werden door menigeen geprobeerd na te zingen. De Waalse hiphopcultuur werd opgestart door artiesten als De Puta Madre, die voor de rauwe old-school-aanpak gekozen had en Starflam, die een rijk en funky muzikaal geheel neerzet.

## Fotogalerij

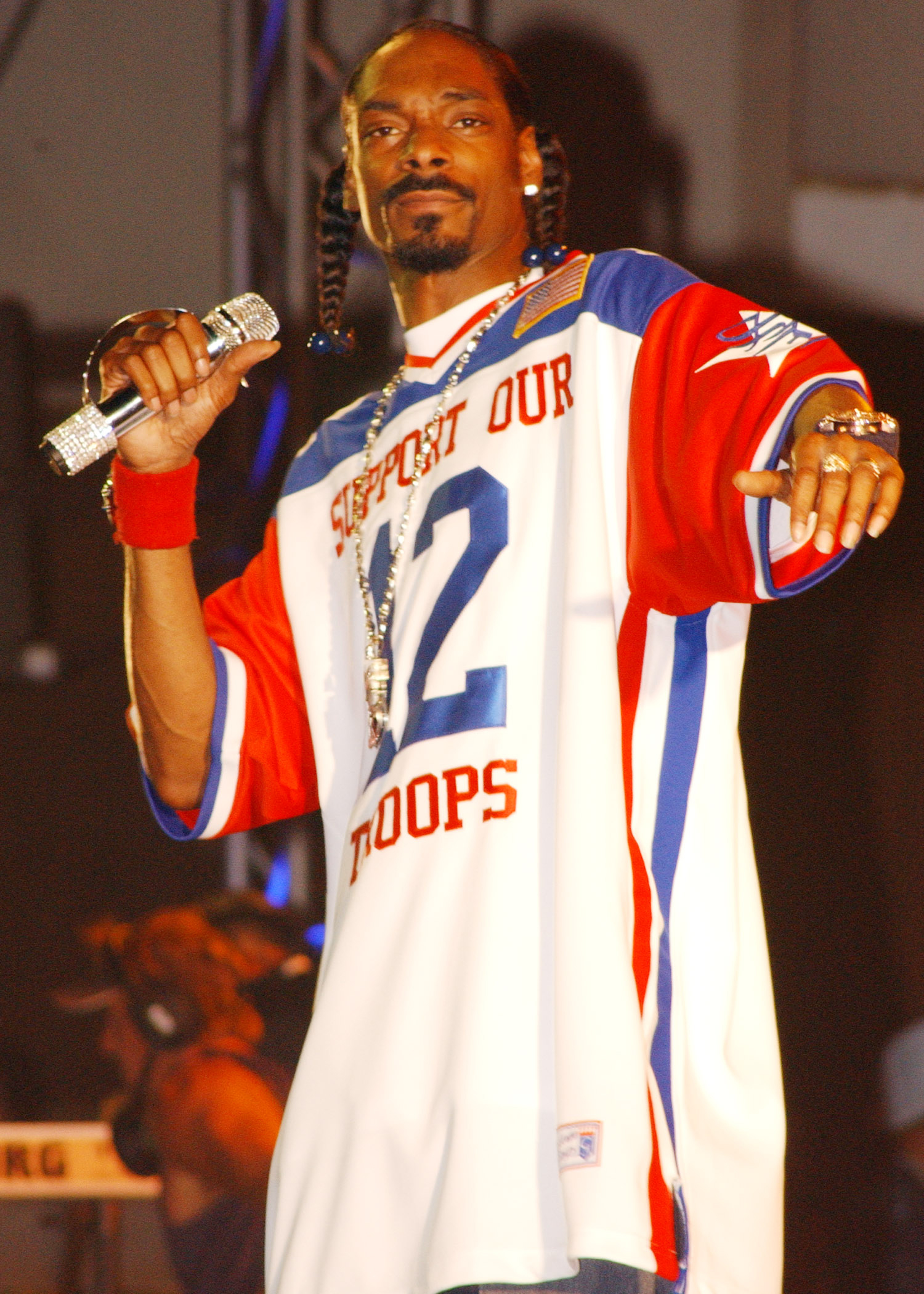
Voor Snoop Dogg was rapmuziek zijn ultieme vluchtweg uit een criminele levensstijl die hij van kinds af aan had meegekregen. Hij groeide uit tot een pionier in de gangstarap.
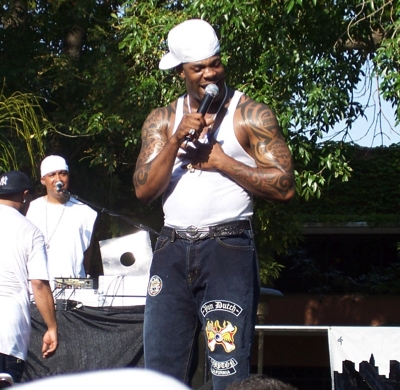
Busta Rhymes ontving negen Grammy-nominaties vanwege zijn hoogontwikkelde rapvaardigheden. Hij staat bekend als de snelste rapper ter wereld.
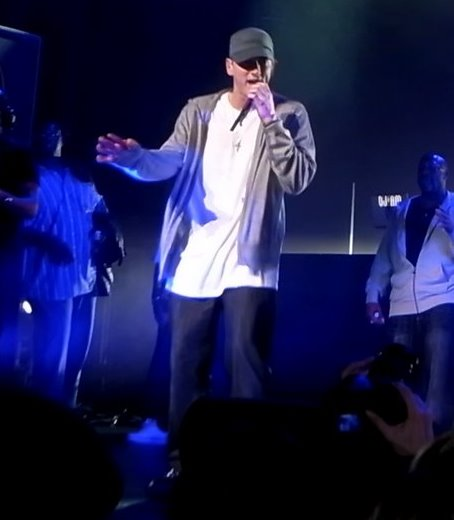
Eminem is een van de bestverkopende artiesten ter wereld. Hij is de succesvolste artiest van de jaren 2000–2009 in de Verenigde Staten.
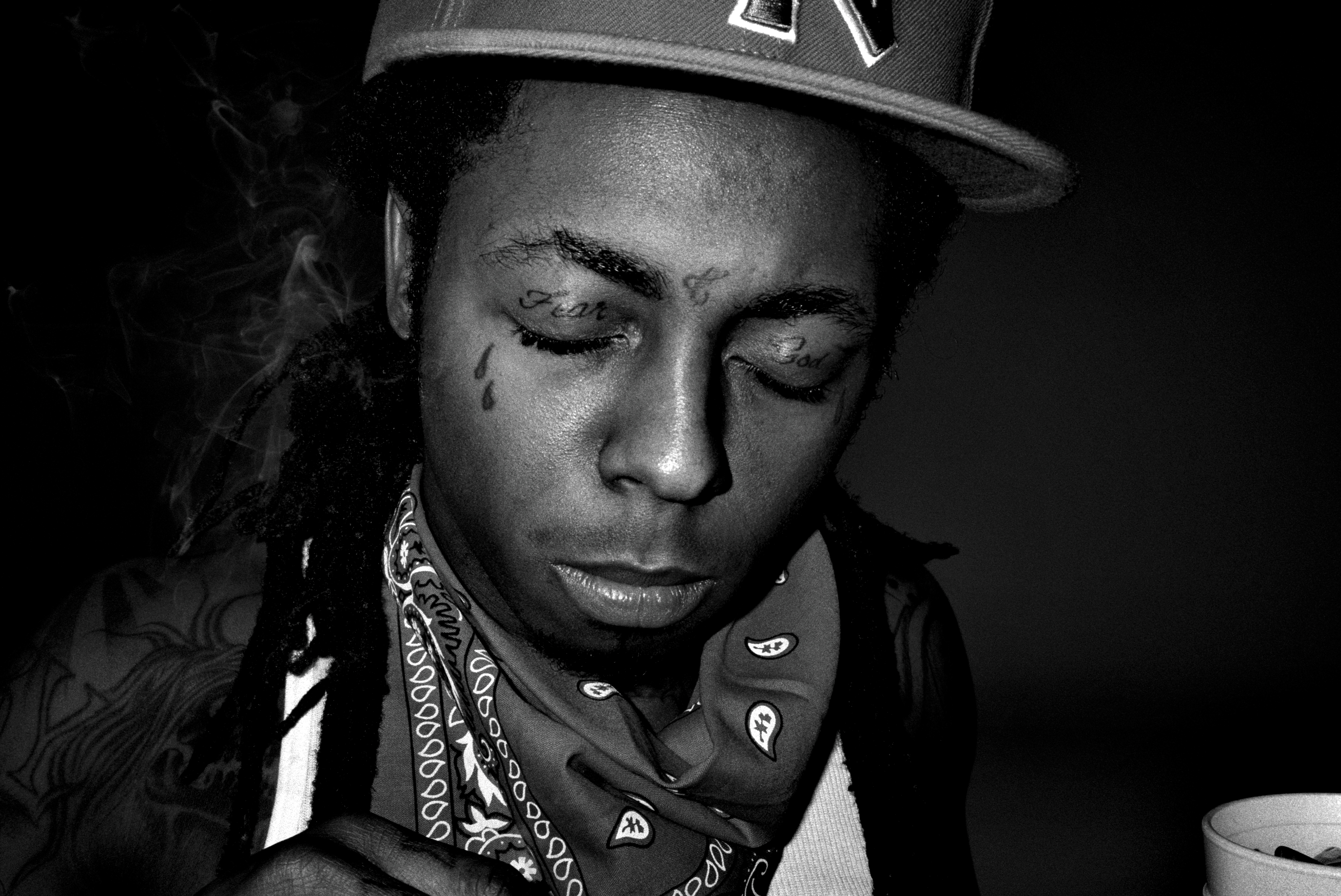
Lil Wayne zorgde voor een popularisering van het rapgenre en groeide, net als het grootste gedeelte van de Amerikaanse rappers, door naar de Hollywoodwereld: Hij speelde een rol in zeven films.
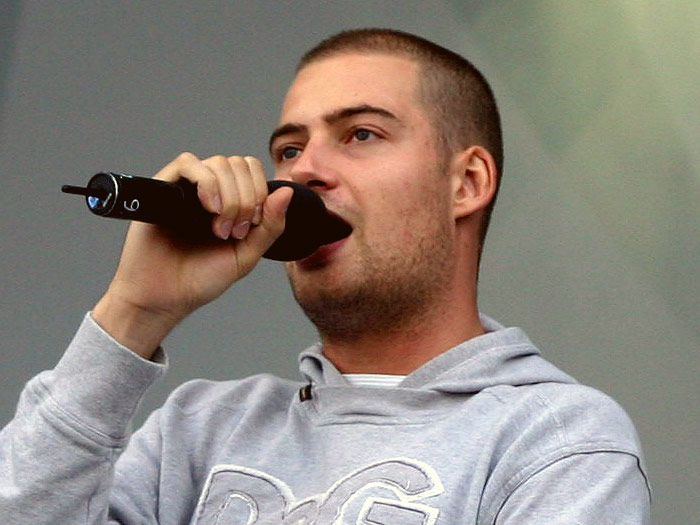
Lange Frans had samen met Baas B een grote invloed op de Nederlandse rapcultuur.
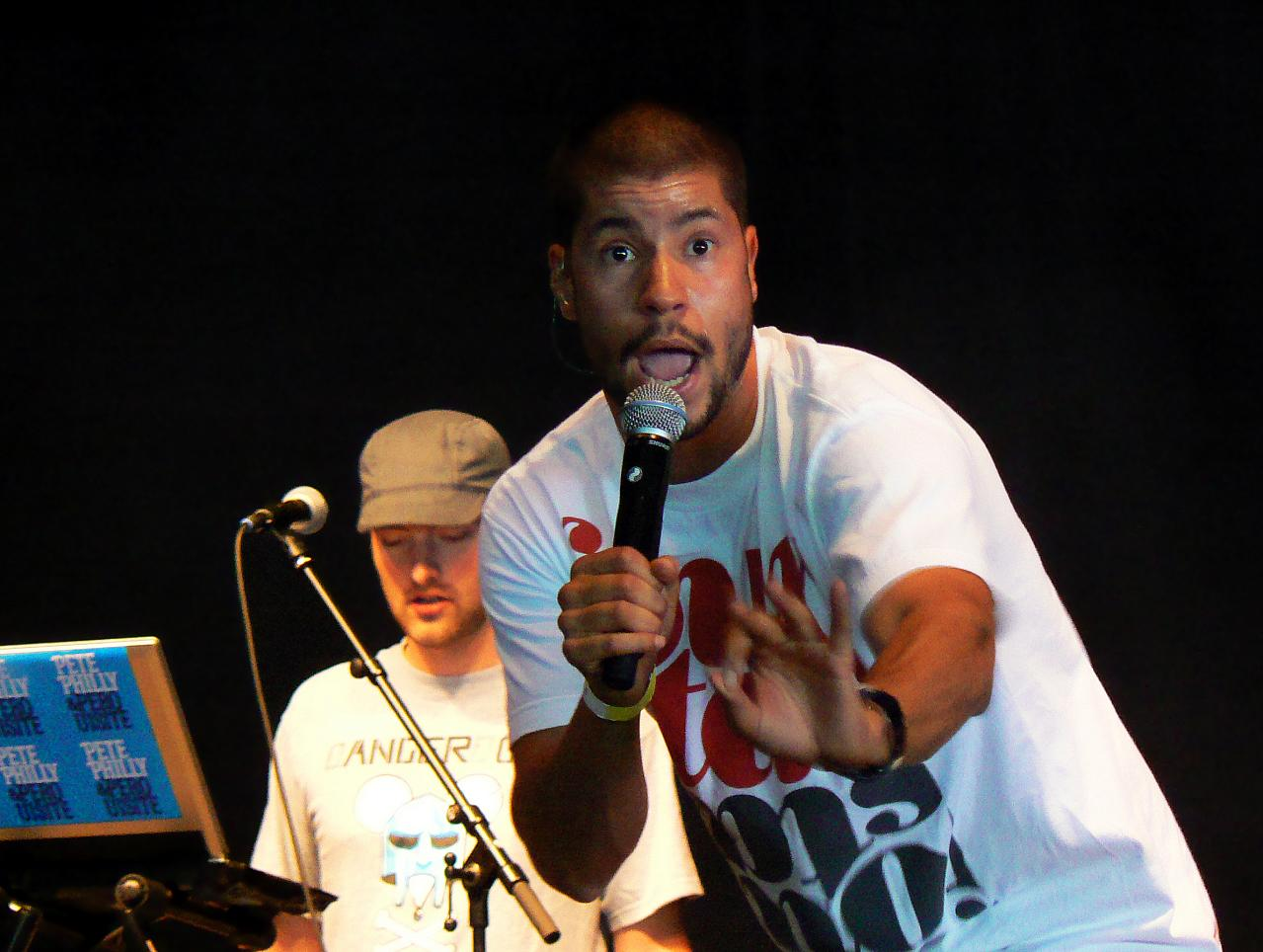
De nederpopartiest Pete Philly combineert rap met een aantal andere genres, waaronder jazz en funk.
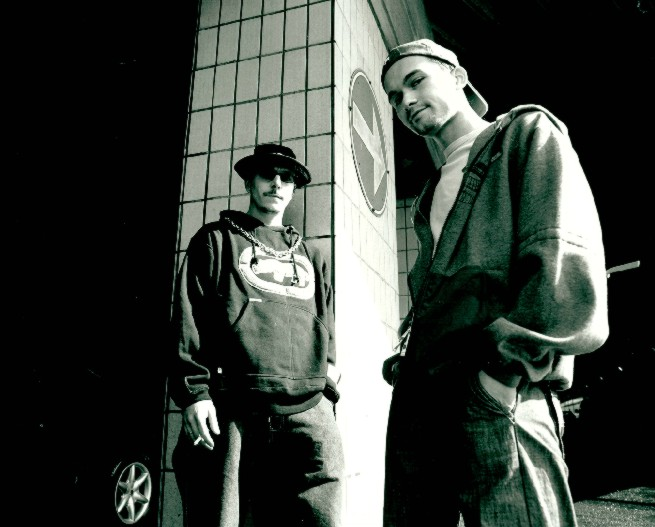
K.I.A. was de eerste en succesvolste Vlaamse rapformatie.

## Verder lezen
- Heijmans, Toine & Fred de Vries. Respect!: rappen in Fort Europa, De Balie/de Volkskrant, Amsterdam, 1998, ISBN 9066172185.
- Keunen, Gert. POP! Een halve eeuw beweging, Uitgeverij Lannoo, Brussel, 2002, 267-299, ISBN 9789020948714.
- Mack, Jim et al. Hiphop: rap, mc, breakdance, Biblion Uitgeverij, Leidschendam, 2011, ISBN 9789054833628.

### Niet-Nederlandstalig
- Paul Edwards, Kool G Rap (voorwoord) (december 2009). How to Rap: The Art & Science of the Hip-Hop MC. Chicago Review Press, 340. ISBN 1-55652-816-7.
- Alan Light, et al. (oktober 1999). The Vibe History of Hip Hop. Three Rivers Press, p. 432. ISBN 0-609-80503-7.
- Jeff Chang, D.J. Kool Herc (december 2005). Can't Stop Won't Stop: A History of the Hip-Hop Generation. Picador, p. 560. ISBN 0-312-42579-1.
- Sacha Jenkins, et al. (december 1999). Ego Trip's Book of Rap Lists. St. Martin's Griffin, 352. ISBN 0-312-24298-0.
- Kool Moe Dee, et al. (november 2003). There's A God On The Mic: The True 50 Greatest MCs. Thunder's Mouth Press, 224. ISBN 1-56025-533-1.